# Lovers rock
Lovers Rock je podžánr reggae, který vznikl v 70. letech. Jeho název je odvozen od nahrávací společnosti Dennise Lascelles Harrise, který v té době pracoval v jižním Londýně.
Byl vytvořen jako opozice k žánru hlavního proudu reggae, spojeného z myšlenkami rastafariánství a jinými politickými názory. Písně jsou pomalejší, často v baladickém tempu. Měl zvlášť oblibu mezi ženami.